# تشارلي مورغان (لاعب كريكت)
تشارلي مورغان (9 يوليو 1989 بليستر في المملكة المتحدة - ) (بالإنجليزية: Charlie Morgan)‏ هو لاعب كريكت بريطاني. لعب مع Durham University Centre of Cricketing Excellence ‏.

## وصلات خارجية
- تشارلي مورغان على موقع إي آس بي آن كريك إنفو (الإنجليزية)